# Großsteingrab Avderød 1
Das Großsteingrab Avderød 1 (früher Auderød) war eine megalithische Grabanlage der jungsteinzeitlichen Nordgruppe der Trichterbecherkultur im Kirchspiel Karlebo in der dänischen Kommune Fredensborg. Es wurde im 19. oder frühen 20. Jahrhundert zerstört.

## Lage
Das Grab lag nördlich von Avderød hinter dem Gebäude Avderødvej 32B. Einige Meter westlich befand sich das ebenfalls zerstörte Großsteingrab Avderød 2. In der näheren Umgebung gibt bzw. gab es zahlreiche weitere megalithische Grabanlagen. 

## Forschungsgeschichte
Im Jahr 1884 führten Mitarbeiter des Dänischen Nationalmuseums eine Dokumentation der Fundstelle durch. Zu dieser Zeit war die Anlage nur noch in Resten erhalten. Irgendwann später wurde sie vollständig abgetragen.

## Beschreibung
Die Anlage besaß eine ostnordost-westsüdwestlich orientierte trapezförmige Hügelschüttung mit einer Länge von etwa 32 m und einer Breite von 11 m am ostnordöstlichen Ende bzw. 15 m am westsüdwestlichen Ende. Die Umfassungssteine waren 1884 bereits alle entfernt worden.
Im Hügel waren die Reste von zwei Grabkammern zu erkennen. Die erste lag am östlichen Ende und war ostnordost-westsüdwestlich orientiert. Hier war nur noch ein Abschlussstein einer Schmalseite erhalten. Die Maße und der genaue Typ dieser Kammer sind unbekannt. Die zweite Kammer lag am westlichen Ende des Hügels. Hier lagen 1884 noch einige Steine in Unordnung umher, die keine Rückschlüsse auf Maße, Orientierung und Typ der Kammer zuließen.